# Clemens Wöllner
Clemens Wöllner (* 1978 in Leipzig) ist ein deutscher Musikwissenschaftler und Professor an der Hochschule für Musik Freiburg.

## Leben und Wirken
Er studierte Musikwissenschaft, Sozialpsychologie und Musikpädagogik an der Hochschule für Musik, Theater und Medien und der Universität Hannover und absolvierte 2003 einen Master of Arts in Psychology of Music an der University of Sheffield. Er erhielt Stipendien des Evangelischen Studienwerks, der Studienstiftung des deutschen Volkes, ein Forschungsstipendium des Royal College of Music, und 2006 einen Young Researcher Award der European Society for the Cognitive Sciences of Music. Nach der Promotion 2007 an der Martin-Luther-Universität Halle-Wittenberg war er dort von 2007 bis 2008 wissenschaftlicher Mitarbeiter für Systematische Musikwissenschaft. Von 2008 bis 2010 war er Research Fellow am Royal Northern College of Music. Von 2010 bis 2013 vertrat er eine Professur an der Universität Bremen. Von 2013 bis 2022 lehrt er als Professor für Systematische Musikwissenschaft an der Universität Hamburg und leitet ein von der EU ([ERC]) gefördertes Projekt zum Thema „Slow Motion: Transformations of Musical Time in Perception and Performance“. Darüber hinaus war er von 2018 bis 2022 Vizepräsident und ist seit 2022 Präsident der Deutschen Gesellschaft für Musikpsychologie. 2022 wurde er als Professor für Musikwissenschaft an die Hochschule für Musik Freiburg berufen. 2023 wurde Wöllner zum Mitglied der Academia Europaea gewählt.
Seine Forschungsschwerpunkte sind musikbezogene Bewegungen in Interpretation und Rezeption, multimodale Wahrnehmung musikalischer Performances, motorische und perzeptuelle Expertise, soziokulturelle Aspekte des Dirigierens, Arbeitsgedächtnis und Aufmerksamkeit bei Musikern, psychologische Grundlagen der musikbezogenen Lehr-Lernforschung und Forschungsreflexivität.

## Schriften (Auswahl)
- Zur Wahrnehmung des Ausdrucks beim Dirigieren. Eine experimentelle musikpsychologische Untersuchung. Berlin 2007, ISBN 3-8258-0906-4.
- als Herausgeber mit Veronika Busch und Kathrin Schlemmer: Wahrnehmung – Erkenntnis – Vermittlung. Musikwissenschaftliche Brückenschläge. Festschrift für Wolfgang Auhagen zum sechzigsten Geburtstag. Hildesheim 2013, ISBN 3-487-15083-2.
- als Herausgeber: Body, sound, and space in music and beyond. Multimodal explorations. London 2017, ISBN 978-1-4724-8540-3.